# Villa romana di Lullingstone
La villa romana di Lullingstone è una villa romana situata presso Eynsford, nel distretto di Sevenoaks in Kent (Inghilterra, Regno Unito). Si trova nella valle del fiume Darent, un affluente del Tamigi, insieme ad altre sei residenze romane, tra cui le ville romane di Crofton, di Crayford e di Dartford, lungo l'antica via della Watling street, tra Londinium (Londra) e  portum Dubris (Dover).

## Storia
La villa fu costruita intorno all'82. Alla metà del II secolo fu arricchita da sculture in marmo e nel IV secolo vi venne aggiunto un impianto termale mentre il triclinio fu ripavimentato con un mosaico figurato policromo.
Fu distrutta da un incendio agli inizi del V secolo.

I resti della villa furono scoperti nel 1939, in seguito alla caduta di un albero che aveva rimesso in luce un frammento di mosaico. Gli scavi si protrassero negli anni sessanta, al di sotto di una copertura realizzata per proteggere i resti.

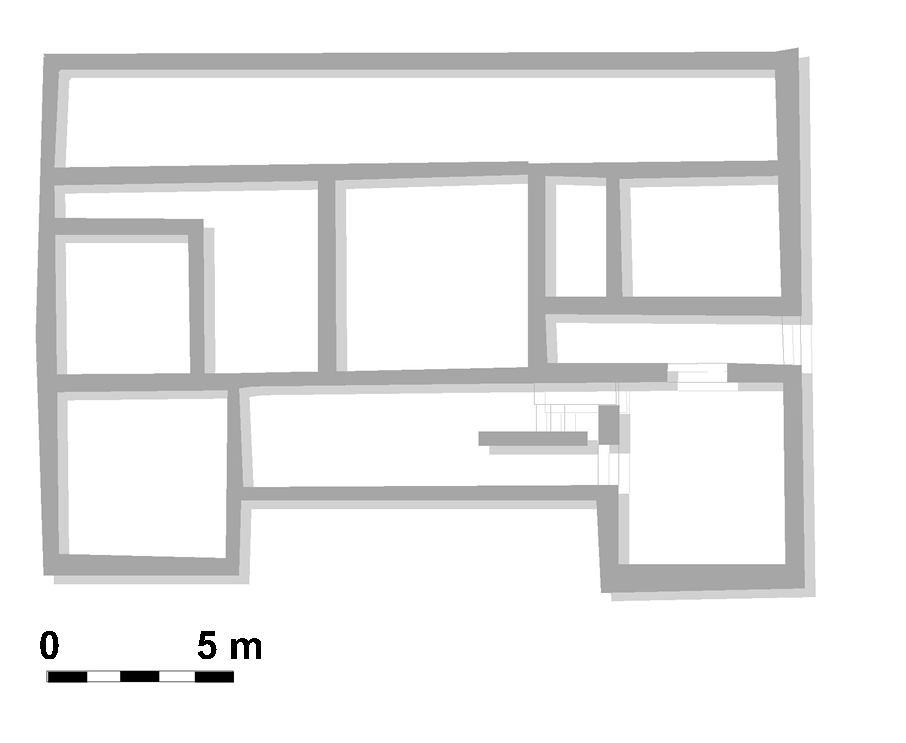
Pianta della villa intorno al 125.

## Descrizione

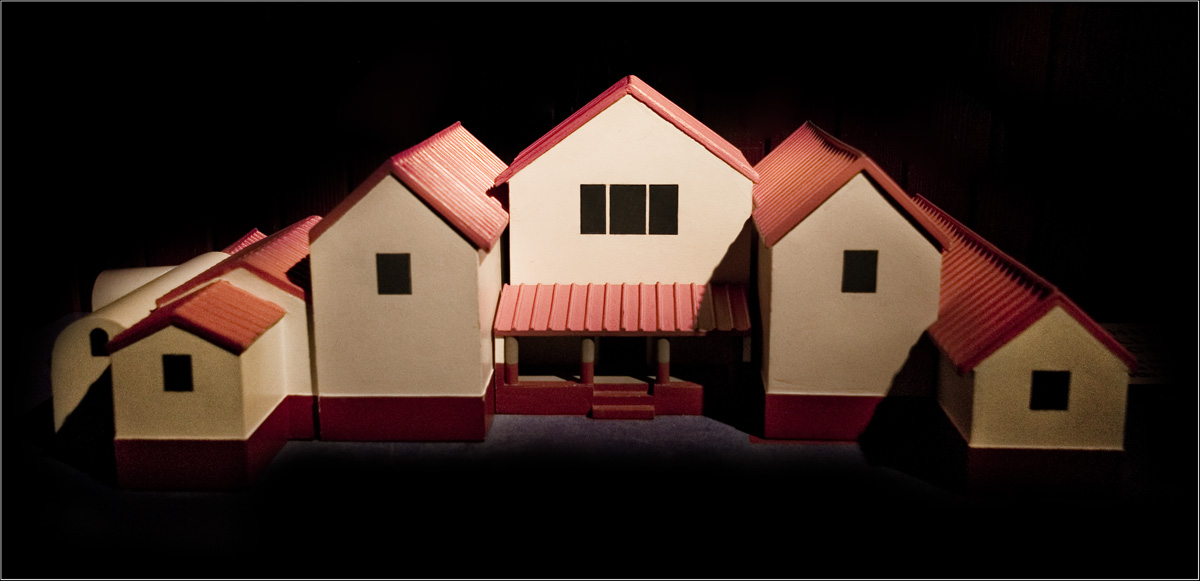
Plastico ricostruttivo della villa di Lullingstone

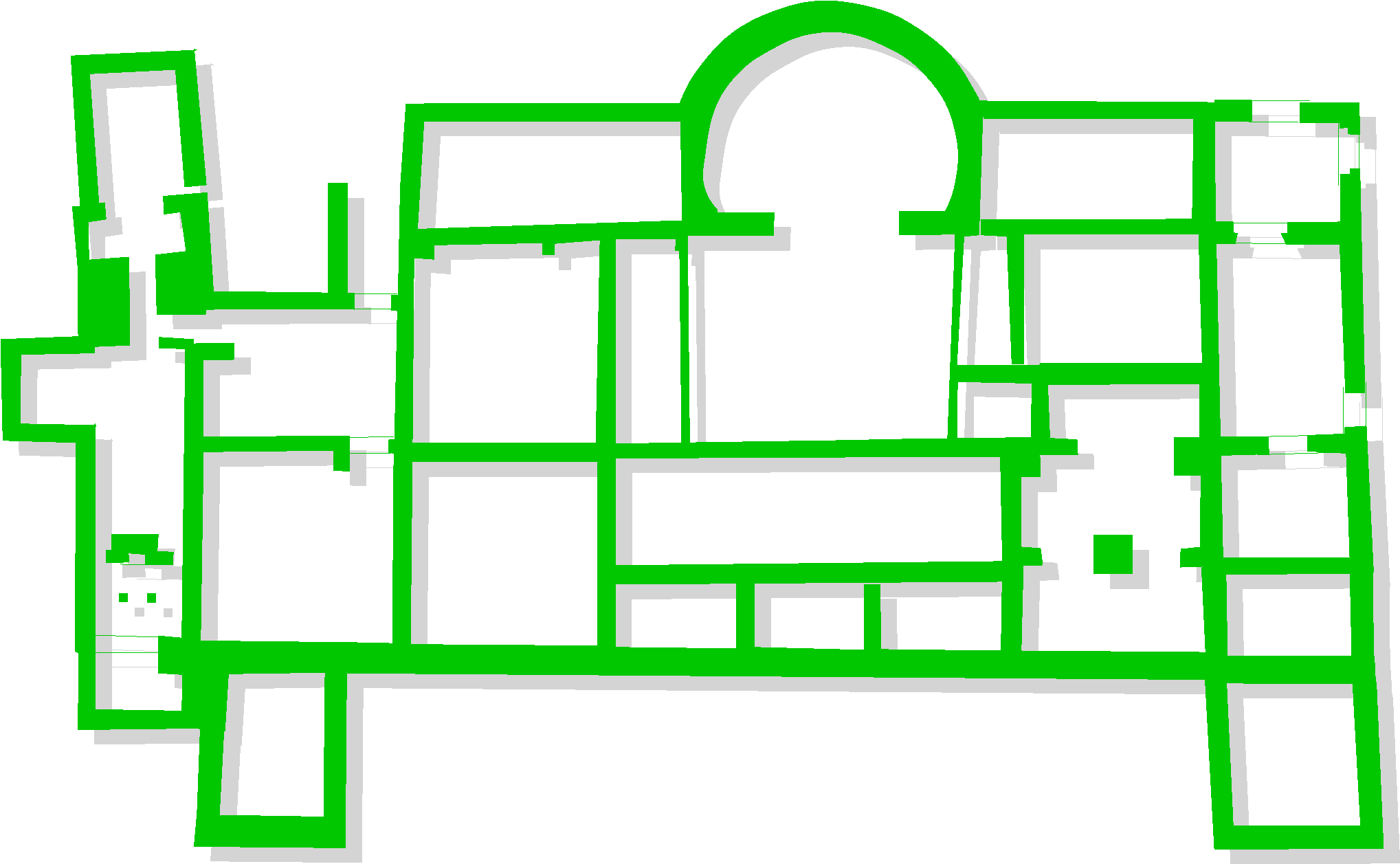
Pianta della villa intorno al 400.

La villa si articolava simmetricamente ai lati di una vasta sala centrale, utilizzata come triclinio e decorata da un mosaico pavimentale con scene del ratto di Europa e di Bellerofonte che uccide la Chimera inserite nella decorazione geometrica.
Uno degli ambienti era stato utilizzato in origine come sacello pagano, con nicchia decorata da un affresco con le figure di tre ninfe. Agli inizi del IV secolo la nicchia fu riempita e l'intero ambiente fu ridecorato con intonaco dipinto a bande rosse e vi furono collocati due busti in marmo. Nel corso del IV secolo la stanza sovrastante divenne un oratorio cristiano, affrescata con figure di oranti e con il monogramma di Cristo.
Un mausoleo a forma di tempietto romano celtico fu costruito intorno al 300. Vi furono deposti i resti di un giovane e di una giovane, entrambi ventenni, con il loro corredo funerario.
I busti marmorei provenienti dal sacello pagano, gli affreschi della cappella e il corredo funerario del mausoleo sono conservati presso il British Museum di Londra.